# Fouta (groupe de reggae)
Fouta est un groupe de reggae français basé à Montpellier.

## Biographie
Durant six ans, le groupe écume bon nombre de salles et de festivals en France et en Italie (environ 250 concerts dont certains en première partie de groupes tels que Les Wailers, les Gladiators, Toots'n the Maytals, Ziggy Marley…) et conquiert un public de plus en plus nombreux. Durant l'été 1998, Foutamilia enregistre un CD six titres. Le début de l'année 2000 est marqué par un changement de musiciens et de nom, La nouvelle formation s'appelle Fouta et est suivie du nouvel album L'eau et le feu.